# Hasan Abbasifar
Hasan Abbasifar (persisch حسن عباسی‌فر; * 11. August 1972 in Schiras) ist ein iranischer Schachspieler, der seit 2023 für den spanischen Verband spielt.
Die iranische Einzelmeisterschaft konnte er 2000 gewinnen. Er spielte für Iran bei drei Schacholympiaden: 1994, 1998 und 2000. Außerdem nahm er bei der asiatischen Mannschaftsmeisterschaft (1999) teil. 
Im Jahre 2011 wurde ihm der Titel Internationaler Meister (IM) verliehen, 2013 der Titel Großmeister (GM).
| Die zur Anzeige dieser Grafik verwendete Erweiterung wurde dauerhaft deaktiviert. Wir arbeiten aktuell daran, diese und weitere betroffene Grafiken auf ein neues Format umzustellen. (Mehr dazu) |